# فضيحة بيع جوازات سفر جزر القمر

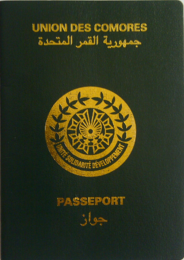
الغلاف الأمامي لجواز سفر جزر القمر

فضيحة مبيعات جوازات السفر في جزر القمر هي فضيحة فساد ورشوة وغسل الأموال واختلاس للأموال العامة، مرتبطة ببرنامج الجنسية عبر الاستثمار الذي أطلقته حكومة جزر القمر.
كان من المفروض أن تموّل عائدات البرنامج التنمية في البلاد ولكن تم اختلاسها من قبل المخططين، من بينهم رئيسان سابقان لجزر القمر.
سُوق مشروع قانون الجنسية الاقتصادية لجزر القمر لعام 2008 الذي أنشأ برنامج الجنسية عن طريق الاستثمار في الأصل إلى جمعية اتحاد جزر القمر من قبل الجناة في الأصل على أنه فرصة لجذب الاستثمار الوافد إلى جزر القمر من المستثمرين الخليجيين الأثرياء. ولكن بعد تمريره، تم ترويجه إلى حكومات الإمارات العربية المتحدة والكويت كصفقة لبيع جنسيات جزر القمر بالجملة حتى يمكن توزيعها بحرية بين البدون (عديمي الجنسية) المقيمين في تلك البلدان.
بالإضافة إلى ذلك، زُعم أنه قد تم بيع الآلاف من جوازات السفر خارج القنوات الرسمية من قبل شبكات «المافيا»، لأفراد من بينهم إيرانيون كانوا متورطين في قطاعات استهدفتها العقوبات الدولية ضد إيران، مما أثار مخاوف بين الدبلوماسيين والمسؤولين الأمنيين في الغرب من استخدام الإيرانيون لهذا البرنامج للتهرب من العقوبات.
في عام 2018، أعلنت حكومة جزر القمر في بيان رسمي أن جنسية جزر القمر قد بيعت إلى 52 ألف أجنبي، وأن الحكومة كان ينبغي أن تحصل على 260 مليون دولار من العائدات، أي ما يعادل 40٪ من الناتج المحلي الإجمالي. حتى الآن، لم يتم محاسبة أحد على المبالغ النقدية الطائلة التي تم هدرها.
طبعت جوازات السفر في بلجيكا من قبل مجموعة سمليكس، صانع وثائق بيومترية بلجيكي يملكه ويديره رجل الأعمال السوري البلجيكي ألبرت كارازيوان.
أوقف رئيس جزر القمر غزالي عثماني البرنامج بعد فوزه في الانتخابات الرئاسية لعام 2016. 
في أغسطس 2018، اتُهم رئيس جزر القمر السابق أحمد عبد الله محمد سامبي، ورجل الأعمال السوري الفرنسي بشار كيوان، وعدة شركاء آخرين رسميًا بالفساد واختلاس الأموال العامة فيما يتعلق بخطة بيع جوازات السفر في جزر القمر.

## الخلفية

### العقل المدبّر
كومورو غلف القابضة (CGH) وقانون الجنسية الاقتصادية لجزر القمر لعام 2008
كان رجل الأعمال الفرنسي-السوري محمد بشار كيوان العقل المدبر لمخطط بيع جوازات السفر في جزر القمر، الذي بدأ في عام 2006 الضغط على الهيئة التشريعية في جزر القمر لسن مشروع مثير للجدل للحصول على الجنسية عن طريق الاستثمار، حيث كان شريكه المقرب، الرئيس السابق لجزر القمر أحمد عبد الله سامبي سيكون له سلطة تقديرية لمنح الجنسية.
قدمت شركة كومورو غلف القابضة (CGH)، وهي شركة مسجلة في الكويت يديرها بشار كيوان، وعودًا باستثمار أكثر من 100 مليون دولار نيابة عن مستثمرين خليجيين أثرياء، لبيع التشريع إلى المشرعين من جزر القمر. في عام 2008، أشاد سعيد العتماني، الوزير السابق في جزر القمر المسؤول عن تشجيع الاستثمار الأجنبي، بالمبلغ المتوقع 100 مليون دولار من المستثمرين الخليجيين الأثرياء لدعم القانون المرتقب.
في نقاش برلماني في يوليو 2008، رفض برلمان جزر القمر قانون الجنسية الاقتصادية المقترح معتبرًا أنه سيكون بمثابة بيع الجنسية القمرية بالمزاد. تم تمرير القانون الجديد في نوفمبر 2008 بعد عدد من زيارات لبعثات «تقصي الحقائق» قام بها سياسيون من جزر القمر إلى الكويت والإمارات نظمها بشار كيوان في أكتوبر، «تلقى خلالها النواب أجهزة لاب توب وهدايا أخرى». بعد إقرار القانون، عينت شركة كومورو غلف القابضة (CGH) الأمين العام السابق لبرلمان جزر القمر، أبو بكر سعيد سالم.
في برقية دبلوماسية عام 2009 حصل عليها موقع ويكيليكس، طلب المسؤولون الدبلوماسيون الأمريكيون في جزر القمر من زملائهم في الخليج مزيدًا من المعلومات حول بشار كيوان، الذي قامت شركته، كومورو غلف القابضة (CGH) بالضغط "بقوة وعلنًا من أجل 'قانون المواطنة الاقتصادية' المثير للجدل والذي بدا أنه مرفوض، ثم تم تمريره في مجلس الأمة.
وأضافت البرقية الأمريكية:
«ظاهريًا، فإن CGH هي مروج محدود التمويل مع رؤية طويلة الأمد لجزر القمر كوجهة سياحية خليجية. ونظرًا للركود الاقتصادي الذي تعاني منه الجزر، فليس من المستغرب أن ترحب حكومة الرئيس سامبي بهؤلاء المستثمرين. يمكن اعتبار الترويج لفرض قانون المواطنة الاقتصادية خطة لتشجيع الاستثمار والضمانات. ومع ذلك، هناك شيء غير منطقي ويجدر التحقق مما إذا كان تأثير CGH المتنامي في جزر القمر منطقيًا وسليمًا تمامًا».
عمل أحمد عبد الله سامبي عن كثب مع شركة كومورو غلف القابضة (CGH) خلال فترة رئاسته (2006-2011)، حيث احتكرت الشركة الاستثمار والتنمية في جزر القمر، وسيطرت على أجزاء رئيسية من وسائل الإعلام والبنوك والسياحة والسفر وصناعات البناء. في عام 2007، عين سامبي كيوان القنصل الفخري لجزر القمر في الكويت.

### بيع الجوازات

#### البدون
بعد إقرار قانون الجنسية الاقتصادية، قام بشار كيوان بتسويق فرصة شراء جوازات سفر جزر القمر بشكل جماعي لحكومتي الكويت والإمارات العربية المتحدة، لتوزيعها على السكان المحليين من البدون (المقيمين عديمي الجنسية). وفقًا للرئيس السابق أحمد عبد الله سامبي، تعهدت الإمارات بدفع 200 مليون دولار مقابل تجنيس 4000 عائلة من البدون الذين سيحصلون على وثائق الجنسية القمرية. في عام 2014، أعلن مازن الجراح الصباح، الوكيل المساعد لشؤون الجنسية والجوازات بوزارة الداخلية الكويتية في مقابلة أن الحكومة الكويتية تتفاوض مع جزر القمر لمنح جنسية البدون مقابل منافع اقتصادية. وقال إن العملية ستبدأ بمجرد فتح سفارة جزر القمر في الكويت في الأشهر القليلة المقبلة. ألغيت الخطة في نهاية المطاف بعد أن انتقدها المشرعون الكويتيون.

#### إيران
وبحسب وثائق اطلعت عليها رويترز، تم بيع أكثر من 300 جواز سفر من جزر القمر لإيرانيين أثناء رئاسة أحمد عبد الله سامبي. واستمرت مبيعات جوازات السفر للإيرانيين تحت حكم خليفته إيكليلو ضوينين.
قال وزير خارجية جزر القمر، سويف محمد الأمين، إن «الغالبية العظمى من الأشخاص الذين حصلوا على جوازات سفر (خارج البرنامج الرسمي) هم من أصل إيراني أو يعملون لصالح إيران»، مما تسبب في «مشاكل لجزر القمر فيما يتعلق بشركائنا في الخليج، وخاصة السعودية والإمارات».

### التحقيق البرلماني
في عام 2016، تم انتخاب غزالي العثماني رئيسًا، وفي عام 2017 أنشأ لجنة تحقيق برلمانية للتحقيق في برنامج منح الجنسية للإمارات والكويت للبدون. استدعت اللجنة ألبرت كارزيوان، المالك والرئيس التنفيذي لمجموعة سيملكس، الشركة التي طبعت جوازات سفر جزر القمر في سبتمبر 2017، على أمل أن يدلي بشهادته. وقال سيمليكس إن كرازوان سيكون جاهزًا للاستجواب في نوفمبر، لكنه لم يحضر للاستجواب.
في عام 2018، نشرت اللجنة تقريرًا يكشف أن الإمارات أبلغت سلطات جزر القمر في 2013 أنه تم بيع مئات جوازات السفر خارج برنامج البدون. واتهم التقرير الرئيسين السابقين لجزر القمر أحمد عبد الله سامبي وإكيليلو ظنين بـ «التورط في احتيال منهجي» ودعا إلى اتخاذ إجراءات جنائية بحقهما.
وزعم التقرير أن آلاف جوازات السفر قد بيعت خارج القنوات الرسمية من قبل «شبكات المافيا» وأن عائدات بيع جوازات السفر تصل إلى 100 مليون دولار لم تتسلمها الحكومة وفقدت.
كما زعم التقرير أن أحمد عبد الله سامبي وبشار كيوان اختلسا 105 ملايين دولار و29 مليون دولار على التوالي من مخطط بيع جوازات السفر.
تبين أن الدولة خسرت 971 مليون دولار من الإيرادات المفقودة بسبب سوء الإدارة والفساد، أي حوالي 80٪ من الناتج المحلي الإجمالي.
وبحسب وزير الخارجية سويف محمد الأمين:
«هناك أموال لم تصل إلى الخزانة أبدًا. نحن بحاجة لاستعادتها من الأشخاص الذين استفادوا - بما في ذلك الأجانب.»
ووجد التحقيق البرلماني أن أكثر من 2800 جواز سفر دبلوماسي من جزر القمر قد صدر منذ عام 2008، وهو رقم مرتفع بشكل غير عادي بالنسبة لدولة يبلغ عدد سكانها حوالي 800 ألف نسمة. في الفترة نفسها، تم بيع ما لا يقل عن 184 جواز سفر دبلوماسي لغير مواطني جزر القمر.

## الدعوى القضائية
في يناير 2018، فتشت الشرطة البلجيكية مقر مجموعة سيمليكس في بروكسل، وكذلك منزل ألبرت كارزيوان. وقال متحدث باسم المدعي الفيدرالي البلجيكي إن عمليات البحث تتعلق بقضية غسل أموال وفساد محتمل.
في مايو 2018، داهم مسؤولو إنفاذ القانون في جزر القمر مكاتب مجموعة سيمليكس في جزر القمر كجزء من تحقيقهم في مبيعات جوازات السفر. خلص التحقيق البرلماني إلى أن ابن شقيق الرئيس السابق سامبي «كان قادرًا على الذهاب وطباعة العديد من جوازات السفر كما يشاء» في منشأة الطباعة التابعة لشركة سيمليكس في بلجيكا.
في أغسطس 2018، اتهمت سلطات جزر القمر الرئيس السابق أحمد عبد الله سامبي وبشار كيوان بالفساد واختلاس الأموال العامة والتزوير المتعلق ببيع جوازات سفر جزر القمر. سُجن سامبي، وفي سبتمبر 2018 استأنف أمام المحكمة العليا لمنحه حق الوصول غير المقيد إلى محاميه للدفاع عن نفسه في قضية الفساد.